# Vrbani (Vižinada)
Pour les articles homonymes, voir Vrbani.
Vrbani (en italien : Zermani) est une localité de Croatie située en Istrie, dans la municipalité de Vižinada, dans le comitat d'Istrie. En 2001, la localité comptait 12 habitants.

## Démographie
| 1948 | 1953 | 1961 | 1971 | 1981 | 1991 | 2001 |
| ---- | ---- | ---- | ---- | ---- | ---- | ---- |
| 36   | 39   | 32   | 20   | 19   | 12   | 12   |